# Oceaniphisis forficata
Espèce
Synonymes
- Oceaniphisis (Oceaniphisis) forficata X. Jin, 1992[2]

Oceaniphisis forficata est une espèce d'orthoptères de la famille des Tettigoniidae. 

## Distribution
Cette espèce est endémique des îles Fidji où elle a été découverte sur le mont Korombamba (d) sur l'île Viti Levu.

## Publication originale
- Jin & Kevan, 1992 : « Taxonomic revision and phylogeny of the tribe Phisidini (Insecta: Grylloptera: Meconematidae) ». Theses Zoologicae, vol. 18, p. 1–360.